# 南町 (西東京市)
南町（みなみちょう）は、東京都西東京市の町域。現行行政地名では南町一丁目から南町六丁目の6町が設置されている。郵便番号は188-0012。

## 地理
西東京市の中部に位置し、北側境界を西武新宿線が通過する。東から順に南町一丁目から南町六丁目が区画されている。
東から時計回りに、西東京市柳沢、西東京市向台町、西東京市芝久保町、西東京市田無町に隣接する。

### 河川
地区内を石神井川が流下する。南町六丁目・南町五丁目は南側境界線上が、南町四丁目・南町三丁目・南町一丁目は区域内が流路となる。南町一丁目には南町調整池が存在し、平時日中は柳沢児童広場として開放されている。

## 小・中学校の学区
市立小・中学校に通う場合、学区は以下の通りである。
| 丁目       | 街区 | 小学校                 |
| ---------- | ---- | ---------------------- |
| 南町一丁目 | 全域 | 西東京市立柳沢小学校   |
| 南町二丁目 | 全域 | 西東京市立柳沢小学校   |
| 南町三丁目 | 全域 | 西東京市立柳沢小学校   |
| 南町四丁目 | 全域 | 西東京市立向台小学校   |
| 南町五丁目 | 全域 | 西東京市立向台小学校   |
| 南町六丁目 | 全域 | 西東京市立上向台小学校 |

| 町名       | 街区 | 中学校                   |
| ---------- | ---- | ------------------------ |
| 南町一丁目 | 全域 | 西東京市立田無第四中学校 |
| 南町二丁目 | 全域 | 西東京市立田無第四中学校 |
| 南町三丁目 | 全域 | 西東京市立田無第四中学校 |
| 南町四丁目 | 全域 | 西東京市立田無第四中学校 |
| 南町五丁目 | 全域 | 西東京市立田無第四中学校 |
| 南町六丁目 | 全域 | 西東京市立田無第一中学校 |

## 歴史
- 2001年（平成13年）1月21日 - 田無市と保谷市の合併により、西東京市南町となる。

## 交通

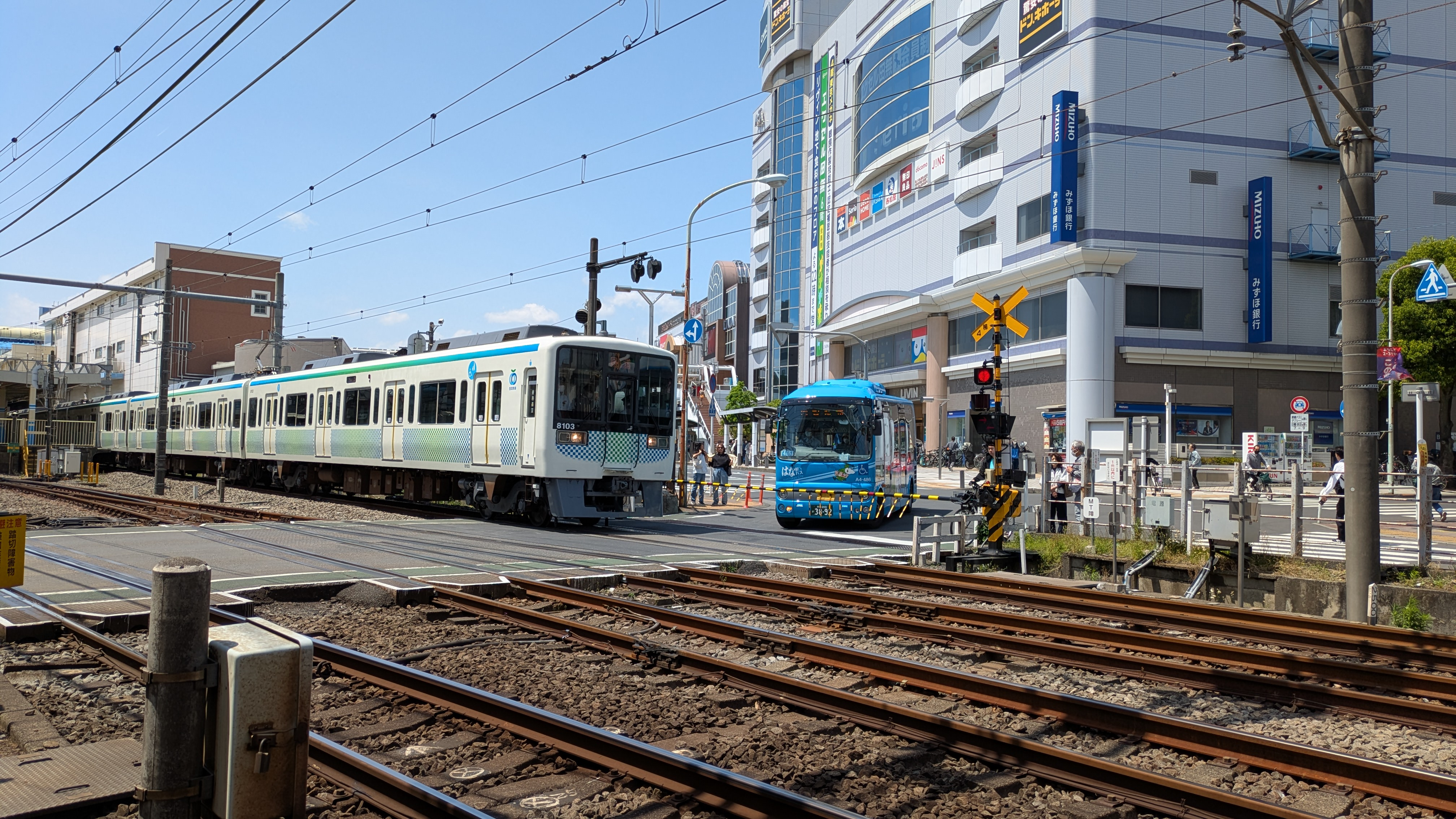
西武新宿線と武蔵境通りが交差する柳沢4号踏切

### 鉄道
西武新宿線田無駅（田無町四丁目）の南口が南町四丁目に面している。
| 街区内の利用可能駅         | バス利用で利用可能駅                                                            |
| -------------------------- | ------------------------------------------------------------------------------- |
| 西武新宿線 - 田無駅(SS 17) | 西武池袋線 - ひばりヶ丘駅(SI 13) JR中央線 西武多摩川線 - 武蔵境駅(JC 13)(SW 01) |

### バス

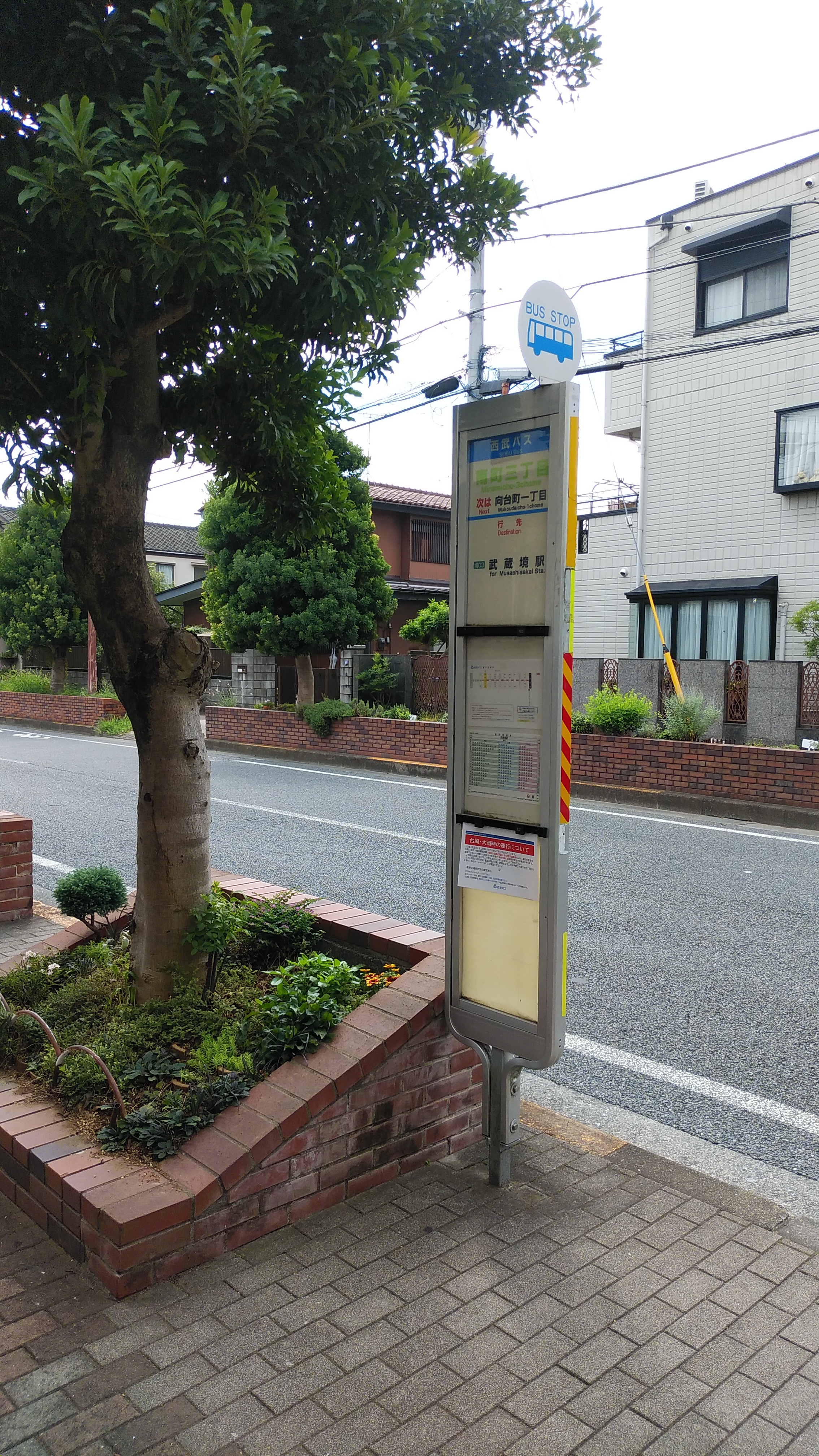
南町三丁目バス停

- 西武バス西武バス滝山営業所…周辺の路線を運行している。

田無駅北口バスターミナルから武蔵境駅方面のバスが、東京都道12号調布田無線を経由している。通勤・通学利用者、買物利用者などの流動が多く本数も多い。
踏切混雑回避のため、田無駅→武蔵境駅方面のバスのうち一部（境03系統）は田無駅に隣接する西武柳沢4号踏切（武蔵境通り）を使わず、東へ200mほど離れた立体交差を使い、向台町一丁目バス停付近で武蔵境通りに合流する運行経路となっている。途中に存在する南町三丁目バス停は武蔵境駅方面行きのみとなっている。
市役所通りをはじめ、はなバス南ルートが区域内を運行している。

### 道路
- 東京都道・埼玉県道4号東京所沢線（青梅街道・所沢街道） - 南町一丁目の北東部を通過
- 東京都道12号調布田無線（武蔵境通り） - 南町三丁目と南町四丁目の境界上
- 府中道　- 南町六丁目西側、芝久保町一丁目との境界上
- 市役所通り
- 向台東通り
- 向南中央通り
- 文化通り

## 施設

### 南町一丁目

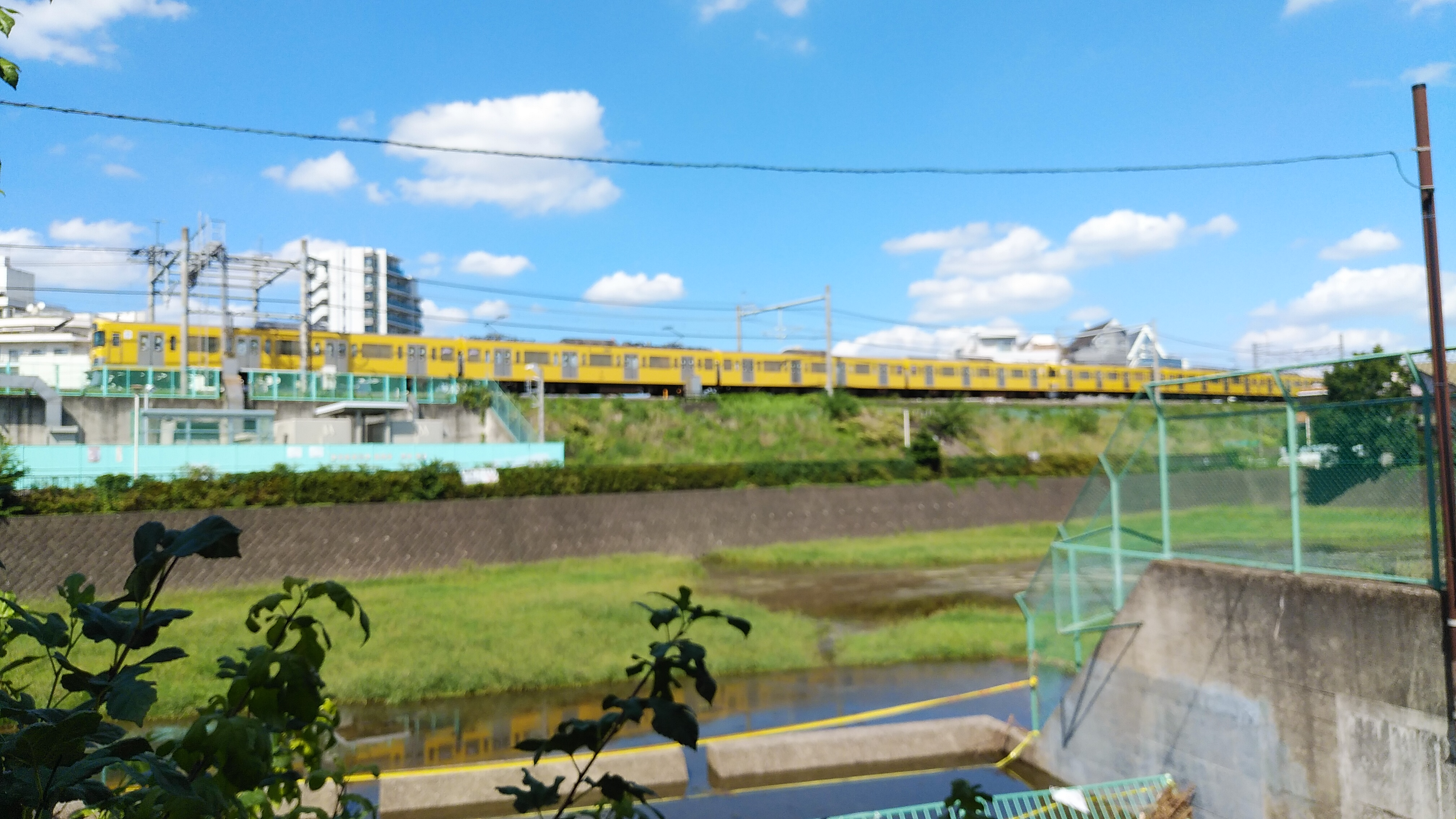
南町調整池(柳沢児童広場)

- 南町調整池（柳沢児童広場）

### 南町二丁目
- 西東京市立柳沢小学校（向台町一丁目に跨る）
- 田無南町二郵便局

### 南町三丁目
- 薫風会山田病院

### 南町四丁目
- 田無駅南口

### 南町五丁目
- 西東京市役所田無庁舎
- 西東京市中央図書館
- 東京都立田無特別支援学校
- 田無向台郵便局

### 南町六丁目
- 西東京市立田無第一中学校